# Elektro Hafız
Elektro Hafız  ist ein Sazspieler, Gitarrist, Komponist, Songwriter, Musikproduzent und Multiinstrumentalist aus Istanbul.

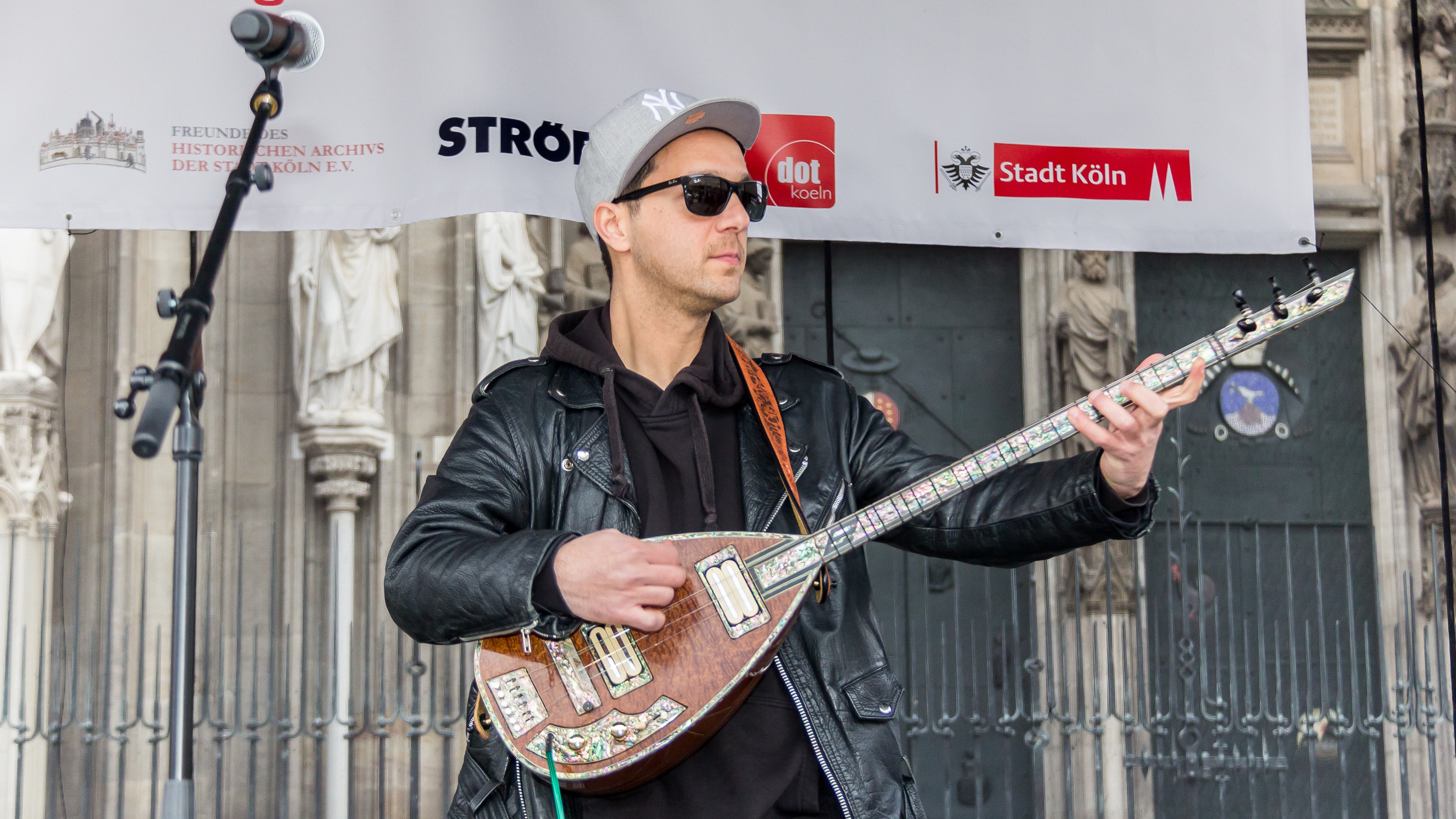
Elektro Hafız 16. April 2016

## Biographie
Elektro Hafız brachte mit der Psychedelic Band Fairuz Derin Bulut zwischen 2003 und 2015 drei Alben heraus, wo er als Gitarrist, Elektro-Bağlama-Spieler, Sänger und Songwriter fungierte. Später siedelte er nach Köln um und startete seine Solokarriere unter dem Pseudonym Elektro Hafız.
Sein erstes Werk war 2014 die Single Deutsche Freunde / Destur 2, mit dem er ein Lied von Ozan Ata Canani coverte. Es erschien bei Süperdisco Records.
2016 erschien das Album Elektro Hafız und die Dub Version des Albums Elektro Hafız Dub beim spanischen Label Pharaway Sounds.
2018 wirkte er als Kurator und Künstler bei dem Album Saz Power, das eine psychedelische Seite des Instruments Saz zeigt. Das Album erschien bei Ironhand Records und neben Elektro Hafiz waren Bands wie Baba Zula, Boogie Balagan, Derya Yildirim & Grup Simsek etc. dabei.
2019 brachte Elektro Hafız in Zusammenarbeit mit Grup Ses die Split-LP Varyete bei Zel Zele heraus.